# پدرو ایتورالده
پدرو ایتورالده (اسپانیایی: Pedro Iturralde‎؛ ۱۳ ژوئیه ۱۹۲۹ – ۱ نوامبر ۲۰۲۰) موسیقی‌دان، آهنگساز و مدرس موسیقی اهل اسپانیا بود. وی دانش‌آموختهٔ «کنسرتوار سلطنتی موسیقی» در مادرید و کالج موسیقی برکلی در بوستون بود. او همچنین مابین سال‌های ۱۹۷۸ تا ۱۹۹۴ مدرس ساکسوفون در هنرستان عالی سلطنتی موسیقی مادرید بود.
از فیلم‌هایی که وی در آن‌ها نقش داشته است، می‌توان به سفر به هیچ‌کجا اشاره نمود.